# Joaquim Kremel
Joaquim Bosch Kremel, conegut artísticament com a Joaquín Kremel o Joaquim Kremel (Montgat, Maresme, 12 de novembre de 1947) és un actor català de cinema, teatre i televisió.

## Biografia
Fill de pare austríac, va fer les seves primeres incursions al teatre en el centre Sant Josep de Badalona. Estudià economia en la Universitat de Barcelona, però no va acabar la carrerai es trasllada a Madrid on es presenta a unes proves d'actor al Teatro Español. Va debutar amb l'obra teatral La muerte de Dantón (1972) —dirigida per Alberto González Vergel— i en televisió ho va fer de la mà de Juan Guerrero Zamora a La dama de las camelias (Estudio 1, TVE). En aquest mitjà va destacar a més la seva participació en la sèrie Hostal Royal Manzanares (La 1). També ha treballat en sèries en català i de TV3 com Avui per demà, Estació d'enllaç, Parella de tres, la Lloll i Dues dones divines.

## Teatre
- La muerte de Dantón, (1972), dirigida per Alberto González Vergel.
- Mi amiga la gorda, de Charles Lawrence. Dtor: Ángel Fernández Montesinos.
- Fruta madura, de Roberto Romero al Teatro Reina Victoria.
- Una rosa en el desayuno, (1975), de Barillet i Grédy. Dtor Gustavo Pérez Puig al Teatro Infanta Isabel.[2]
- Los chicos de la banda, dirigit per Jaime Azpilicueta.
- La Celestina, dirigida per José Tamayo Rivas en el Teatro de la Comedia.
- Feliz cumpleaños, de Marc Camoletti al Teatro Lara.
- Canigó (1979), de Jacint Verdaguer, dirigit per Esteve Polls al Teatre Grec de Barcelona.
- El alcalde de Zalamea (1979), de Calderón de la Barca, dirigit per Fernando Fernán Gómez.
- El sombrero de copa, de Vital Aza, dirigit per José María Morera ael Teatro Bellas Artes.
- Casa de muñecas (1983), d'Ibsen dirigit per José María Morera al Teatro Bellas Artes
- El barón (1983), de Moratín dirigit per José María Morera.[3]
- La herida del tiempo (1984), de J. B. Priestley, dirigit per José María Morera.
- Al derecho y al revés (1984), de Michael Frayn.
- Un marido de ida y vuelta, (1985), d'Enrique Jardiel Poncela, dirigit per Gustavo Pérez Puig al Teatro Maravillas.
- Arsénico y encaje antiguo (1987), de Joseph Kesselring, dirigit per Ángel Fernández Montesinos al Teatro Bellas Artes.
- Leyendas, de James Kirkwood, Jr., dirigit per A. García Moreno al Teatro Marquina.
- Por los pelos, de Paul Poltner, dirigit per Pere Planella al Teatro Fígaro.
- El aperitivo, de Gerard Lauzier, dirigit per Ángel Fernández Montesinos.
- Los domingos, bacanal (1991), de Fernando Fernán Gómez, dirigit per José Luis García Sánchez.[4]
- Judit y el tirano (1992), de Pedro Salinas dirigit per Manuel Collado al Teatro Español.
- Vis a vis en Hawai (1992), de José Luis Alonso de Santos dirigit per Gerardo Malla.
- Bailando en verano, dirigit per Luis Iturri.
- Luna de miel para seis, de Hugo Sofovich dirigit per Eduardo Bazo.
- Oleanna, de David Mamet dirigit per José Pascual.
- Kvetch, de Stephen Berkov dirigit ptr José Pascual.
- El arrogante español (1991), de Lope de Vega, dirigit per Cayetano Luca de Tena al Teatro Español.
- Sé infiel y no mires con quién, de Cooney y Chapman dirigit per Jaime Azpilicueta (1998-99-01).
- Lucernario de David Hare, dirigit per Francisco Vidal.(2001-2002).
- La jaula de las locas, de Jean Poiret, dirigit per Luis Ramírez (2002).
- La paz, d'Aristòfanes. Versió de Miguel Murillo, dirigit per Juan Margallo. Festival de Teatre Clàssic de Mèrida. (2003).
- Vía Dolorosa, de David Hare. dirigido por Joaquín Kremel y supervisado por Juan Margallo. (2003-2004).
- El invitado, de David Pharao. Direcció i interpretació. (2004-2005).
- La extraña pareja, de Neil Simon. Direcció J. J. Afonso (2005-2007).
- El beso de Judas, de David Hare. Direcció Miguel Narros (2007-2008).
- Los reyes de la risa (2013), de Neil Simon.

## Televisió
- La dama de las camelias (1974). Noche de Teatro. Dirigit i realitzat per Juan Guerrero Zamora.
- La familia Alvareda (1975). Novela. Protagonista, realitzada per Vicente Amadeo.
- Don Juan o El amor a la geometría (1976) de Max Frisch. Teatro Club.
- Dos mujeres. Protagonista dels vint capítols. Realització de Manuel Ripoll.
- Como las hojas (1978) de Jacomo Lacossa. Estudio 1 realitzat per Vicente Amadeo.
- Antología de la Zarzuela (1979-1980) Realització de Fernando García de la Vega
- Una noche de verano de Baltasar Porcel. Telenovel·la de quatre capítols, Realitzada per Antonio Chic.
- Calles de abolengo. Estudio 1 realitzat per Antonio Chic.
- Gente bien (1980). de Santiago Rusiñol i Prats. Gran Teatre. realitzat per Roger J. Justafré.
- El zumbido de las abejas de Rodolf Sirera realitzat per Esteban Durán.
- Una familia bien d'Oscar Wilde realitzat per Cayetano Luca de Tena.
- Un marido ideal (1982). d'Oscar Wilde. Estudio 1.
- El barón (1983), de Leandro Fernández de Moratín, realitzat per Mara Recatero. Estudio 1.
- Ha dicho papá (1984) de Jaime de Armiñán, realitzat per Paco Abad. Cuentos imposibles.
- María la Calderona d'Antonio Gala realitzat per Josefina Molina.
- Ahí te quiero ver (1986-1987) amb Rosa Maria Sardà.
- El olivar de Atocha (1989) de Lola Salvador.
- El séptimo cielo (1990) amb Mònica Randall. Realitzada per Rafael Galá.
- Viva el espectáculo (1990) amb Concha Velasco.
- Avui per demà (1991-1992). Escrita i dirigida per Esteve Duran.
- Menos lobos Sèrie per a Televisió Espanyola.
- Los ladrones van a la oficina (1993-1995), sèrie per Antena 3 dirigida per Tito Fernández.
- Compuesta y sin novio (1994); sèrie dirigida per Pedro Masó per Antena 3.
- ¡Ay, Señor, Señor! (1994-1995); sèrie per Antena 3 dirigida per Julio Valdés.
- Farmacia de guardia (1995). Antena 3.
- Estació d'enllaç (1995) TV3
- Esto no es lo que parece (1995). Programa per TV2.
- Hostal Royal Manzanares (1996-1998), de Sebastián Junyent
- Famosos y familia (1999), de Fernando Colomo, sèrie per TVE
- El chalet de Madame Renard (2000), de Miguel Mihura, Dirigit per Roger Justafré. Estudio 1 para TVE.
- Fuera de control (2006). sèrie de Globomedia per TVE1.
- Dues dones divines (2011) de Pol Mainat (TV3)
- Bandolera (2012-2013). sèrie de Antena 3.
- Familia (2013). sèrie de Telecinco. Cameo.
- La que se avecina (2016). sèrie de Telecinco. 1 episodi.

## Filmografia
- Separación matrimonial (1973), d'Angelino Fons.
- El corazón, d'Ángel del Pozo.
- Crónica de un instante (1981), d'Antonio Pangua.
- Porno: Situación límite (1982), de Manuel Esteba.
- Hay que deshacer la casa (1986), de José Luis García Sánchez.
- Mi general (1987), de Jaime de Armiñán.
- Barcelona Connection (1988), de Miguel Iglesias Bonns.
- Parella de tres (1995), de Tony Verdaguer.
- El palomo cojo (1995), de Jaime de Armiñán.
- Gran slalom (1996), de Jaime Chávarri.
- Escenes d'una orgia a Formentera (1996), de Francesc Bellmunt.